# 忒木勒哥
忒木勒哥，蒙古帝国将领，答答里带（塔塔儿部）人，闊闊不花的儿子。
忒木勒哥继承父亲之职，领军从战。窝阔台时，跟随跟随都元帥塔海紺卜（太答儿）征蜀，南宋余玠围攻兴元府（今陕西省汉中市），忒木勒哥战死，其子扎剌帶襲職。

## 子孙
- 子：扎剌帶，襲職。
  - 孙：拜荅兒，荅朮死后，襲職。
    - 曾孙：塔海帖木兒
- 子：札里，扎剌帶死后，襲職。
- 子：荅朮，札里死后，襲職。